# Yannoulis Halepas
Yannoulis Halepas, ou Yannoúlis Chalepás, ou encore Giannoúlis Chalepás, en grec moderne : Γιαννούλης Χαλεπάς, est un sculpteur grec de la fin du XIXe siècle et du début du XXe siècle. Il est né le 14 août 1851 à Pýrgos, sur l'île de Tinos, et mort le 15 septembre 1938 à Athènes.

## Biographie
Après des études artistiques, en partie à Munich, Halepas commence à travailler à Athènes. Mais, à la suite d'une déception sentimentale, il tente de se suicider et détruit une partie de ses œuvres. Interné, il en sort pour tomber sous la férule de sa mère qui pense que sa maladie mentale vient de son art. Elle détruit, au fur et à mesure, sa production. Ce n'est qu'à la mort de sa mère que l’artiste put enfin trouver une certaine tranquillité.